# Gabor Rassov
 (février 2012).
Si vous disposez d'ouvrages ou d'articles de référence ou si vous connaissez des sites web de qualité traitant du thème abordé ici, merci de compléter l'article en donnant les références utiles à sa vérifiabilité et en les liant à la section « Notes et références ».
Gabor Rassov  est un dramaturge, scénariste et acteur français, frère du scénariste  Lucio Mad (1962-2005).

## Biographie
Il débute avec  la compagnie L'asile culturel créée par son frère Lucio Mad pour lequel il joue notamment dans Rendez-vous et Étranger dans la nuit de Philippe Soupault.
En 1985, il réalise deux courts-métrages, Zito contre Mr Xu et Zito contre Mesrine junior. De 1986 à 1990, il est  assistant metteur en scène de Pierre Pradinas sur La mouette de Tchekhov, Le misanthrope de Molière et Ah! Le grand homme de Pierre et Simon Pradinas.
En 1989, il écrit sa première pièce de théâtre, Parti crime puis en 1991, Les Guerres Picrocholines d'après Rabelais, qui est mise en scène par Pierre Pradinas et jouée au Printemps des comédiens puis à la Maison de la Culture de Créteil. Une dizaine de ses pièces seront mises en scène par Pierre Pradinas, dont "Jacques et Mylène" avec François Cluzet et Valérie Bonneton, pour lequel il sera nommé au Molière du meilleur auteur en 2000.
Il est également acteur au sein de la compagnie du chapeau rouge. Au cinéma, il joue dans La Revanche des mortes vivantes de Pierre B. Reinhard, Baise-moi de Virginie Despentes, J'ai toujours rêvé d'être un gangster de Samuel Benchetrit.
En 1996, il écrit Kaîdara d'après Amadou Hampaté Ba, mis en scène par Lucio Mad. En 2003, il écrit son premier scénario avec Samuel Benchetrit, Janis et John.
En 2007, il met en scène Jean-Louis Trintignant dans Le Journal de Jules Renard, puis en 2010 dans Trois poètes libertaires.
Il a été artiste associé au CDN de Limoges de 2003 à 2015.
Il est nommé au César de la meilleure adaptation en 2016 pour Asphalte de Samuel Benchetrit.
Après Jacques et Mylène mise en scène en 2009 par Benoît Lambert avec Philippe Nicolle et Ingrid Strelkoff, il collabore à nouveau avec la compagnie 26000 couverts en 2016 sur l'écriture de À bien y réfléchir et puisque vous soulevez la question, il faudra quand même trouver un titre un peu plus percutant.

## Théâtre

### Auteur dramatique
- 1991 : les guerres Picrocholines, d'après Rabelais, mise en scène Pierre Pradinas
- 1992 : La cave de l'effroi, mise en scène Pierre Pradinas
- 1994 : La vie criminelle de Richard III, d'après Shakespeare, mise en scène Pierre Pradinas
- 1996 : Kaïdara, d'après Hampaté Ba, mise en scène Lucio Mad
- 1997 : Néron, mise en scène Pierre Pradinas
- 1999 : Les aventures du baron Sadik, mise en scène Pierre Pradinas
- 1999 : Jacques et Mylène, mise en scène Pierre Pradinas
- 2005 : Fantômas revient, d'après Souvestre et Allain, mise en scène Pierre Pradinas
- 2008 : L'Enfer, d'après Dante, mise en scène Pierre Pradinas
- 2009 : Jacques et Mylène mise en scène de Benoît Lambert
- 2010 : Les amis du placard, mise en scène Pierre Pradinas
- 2013 : Mélodrame(s) !, mise en scène Pierre Pradinas
- 2014 : Mathilde première, reine d'Angleterre, mise en scène Gabor Rassov
- 2016 : À bien y réfléchir et puisque vous soulevez la question... en collaboration avec Philippe Nicolle mise en scène Philippe Nicolle
- 2016 : Euphorique , en collaboration avec Bruno Salomone mise en scène Gabor Rassov
- 2018 : Véro 1ère, Reine d'Angleterre, mise en scène Philippe Nicolle

### Metteur en scène
- 2003 : Le Goût des îles
- 2005 : L'Homme aux valises d'Eugène Ionesco (Co-mise en scène avec Pierre Pradinas)
- 2007 : Le Journal de Jules Renard
- 2010 : Trois poètes libertaires (Robert Desnos, Jacques Prévert, Boris Vian)
- 2016 : EuAhorique de Bruno Salomone et Gabor Rassov

## Filmographie

### Scénariste
- 2003 : Janis et John de Samuel Benchetrit
- 2006 : C'est beau une ville la nuit de Richard Bohringer
- 2006 : Black de Pierre Laffargue
- 2009 : En chantier Monsieur Tanner de Stephan Liberski
- 2011 : Chez Gino de Samuel Benchetrit
- 2012-2013 : Kaboul Kitchen (série télévisée) épisode 9 saison 1, épisode 11 saison 2 de Marc Victor, Jean-Patrick Benes et Allan Mauduit
- 2012 : La Clinique de l'amour d'Artus de Penguern
- 2013 : Je suis supporter du Standard de Riton Liebman
- 2013 : Les Amis à vendre de Gaëtan Bevernaege
- 2015 : Asphalte de Samuel Benchetrit
- 2016 : Un jour mon prince de Flavia Coste
- 2018 : Chien de Samuel Benchetrit (coréalisation avec ce dernier)
- 2020 : Saison 3 des Petits Meurtres d'Agatha Christie, épisode 3 Le Vallon en collaboration avec Hélène Lombard et Flore Kosinetz
- 2021 : Cette musique ne joue pour personne de Samuel Benchetrit

### Acteur
- 1987 : La Revanche des mortes vivantes de Pierre B. Reinhard